# Günter Edin
Günter Edin (* 20. Oktober 1941 in München; † 13. August 2016 in Germering) war ein deutscher Musiker, Liedermacher und Komponist.

## Werdegang
Günter Edin komponierte bereits als Achtjähriger und war als Kind, wie auch Konstantin Wecker, Mitglied im Lamy-Kinderchor von Rudolf Lamy, mit dem Chor war er auch bei diversen Filmaufnahmen dabei, z. B. bei dem Film Die Trapp-Familie mit Ruth Leuwerik, wo er mit den anderen Chormitgliedern die Kinderschauspieler einsang. Als 17-Jähriger durfte er den Lamy-Chor teilweise selbständig leiten. Nach seinem Abitur auf der Maria-Theresia Schule machte er zunächst eine kaufmännische Lehre, studierte anschließend Klavier, Komposition und Dirigieren am Richard-Strauss-Konservatorium München bei Magda Rusy und Rochus Gebhardt. Als 20-Jähriger komponierte er den „Prinzenwalzer“ für das Hugo-Strasser-Orchester, später auch Orchester- und Kammermusik, Ballette, Opern, Chorwerke, Musicals und Klavierwerke sowie Film- und Theatermusiken. Er war Mitbegründer mehrerer Musikschulen in Bayern. Einige Jahre war er als Leiter der Jugendmusikschule Gräfelfing tätig, in dieser Zeit machte er persönlich Bekanntschaft mit Carl Orff, eine Begegnung, die ihn auch musikalisch sehr beeinflusste.
Neben seiner Tätigkeit als Klavierlehrer (teils privat, teils an der Gräfelfinger und Neurieder Musikschule) komponierte Edin mehrere Musicals, wie Der kleine Lord (Libretto und Liedtexte von Gabriele Misch – einige Liedtexte Fini Busch), Kalif Storch, Zwerg Nase, Der Meisterdieb, Die Umwelthasser, Rohrmosers Höllenfahrt und Emil und die Detektive (Libretto Birgit Edin).
In den 1980er Jahren trat er als Liedermacher in München auf. Sein Liedermacher-Hit „Moppelchen“ wurde in etwas abgeänderter Version und mit einer Textbearbeitung von Fini Busch Titelsong in der Serie „So lange es die Liebe gibt“ (Regie: Michael Braun, Darsteller: Toni Berger und Monika Baumgartner). Später begleitete er als Pianist – oft auch zusammen mit Eric Stevens am Kontrabass und Günther Hauser am Schlagzeug – seine Ehefrau Gabriele Misch, deren Texte er vertonte. Mit seiner Frau führte er den von ihrem Vater ererbten Musikverlag edition a-fine, dort erschien auch ein Hildegard-Knef-Album.
Einen größeren Erfolg erreichte Günter Edin mit seinem Musical „Der kleine Lord“, dessen Produktion und Inszenierung Stefan Zimmermann mit dem a.gon-Theater übernahm und fünf Jahre im deutschsprachigen Raum auf Tournee brachte. In der ersten Spielzeit übernahm noch Alexander Kerst die Rolle des Earl, später Pavel Fieber und Gunnar Möller.
In seinen letzten Jahren komponierte Günter Edin eine große Messe (Die Römische Messe), die noch nicht uraufgeführt wurde.
Edin war dreimal verheiratet, in erster Ehe mit Maria Edin-Kroll, aus dieser Ehe stammen seine beiden Kinder, in zweiter Ehe mit Heidrun Edin (geb. Schmidt), mit seiner dritten Ehefrau Gabriele Misch blieb er bis zu seinem Tod verheiratet.
Günter Edin starb im Alter von 74 Jahren und ist auf dem Germeringer Waldfriedhof bestattet.

## Werke (Auswahl)
- Musical „Der Kleine Lord“
- Godda-Suite
- Faust – sinfonische Dichtung
- Tanzsuite für Orchester
- Konzertino Helvetia
- Konzert für Kontrabass und Orchester
- Konzert für zwei Kontrabässe
- Saxophon-Konzert
- Violinkonzert
- Oper „Der Signalwärter“
- Corona
- Beffchen-Marsch
- Theatermusik „Der wahre Jakob“
- Neurieder Festmarsch
- Die Römische Messe